# Skenella
Skenella là một chi ốc biển nhỏ, là động vật thân mềm chân bụng sống ở biển trong họ Cingulopsidae.

## Các loài
Các loài trong chi Skenella gồm có:
- Skenella georgiana Pfeffer, 1886[2]
- Skenella hallae Ponder & Worsfold, 1994
- Skenella paludinoides (Smith, 1902)[3]
- Skenella umbilicata Ponder, 1983[4]
- Skenella wareni Ponder & Worsfold, 1994[5]